# Звездчатка длиннолистная
Звездча́тка длинноли́стная, или Звездчатка раски́дистая (лат. Stellaria longifolia) — вид двудольных растений рода Звездчатка (Stellaria) семейства Гвоздичные (Caryophyllaceae). Впервые действительно описана в работе немецкого ботаника Карла Людвига Вильденова, вышедшей в 1809 году.

## Распространение и среда обитания
Распространена в Европе (включая Россию), Азии (Китай, Корейский полуостров, Япония, Монголия) и Северной Америке. В России встречается повсеместно.
Произрастает в лесах, на опушках и влажных лугах.

## Ботаническое описание
Голое многолетнее травянистое растение.
Стебель ветвистый, высотой 15—25 см.
Листья линейные или широколинейные.
Соцветие кистевидное или метельчатое, с мелкими цветками белого цвета.
Плод — яйцевидно-округлая коробочка коричнево-чёрного цвета с большим количеством коричневых, почти гладких семян, формой от яйцевидных до эллиптических.
Цветёт в июне и июле, плодоносит с июня по август.
Число хромосом — 2n=26.

## Природоохранная ситуация
Звездчатка длиннолистная занесена в Красные книги Курганской области России и Закарпатской области Украины.

## Синонимы
Синонимичные названия:
- Alsine friesiana (Ser.) E.H.L. Krause
- Alsine longifolia (Muhl. ex Willd.) Britton
- Micropetalon gramineum Pers.
- Spergulastrum gramineum Michx.
- Stellaria atrata (J.W. Moore) B.Boivin
- Stellaria atrata var. eciliata B.Boivin
- Stellaria diffusa Pall. ex Schltdl.
- Stellaria diffusa f. ciliolata Kitag.
- Stellaria diffusa var. ciliolata Kitag.
- Stellaria friesiana Ser.
- Stellaria longifolia var. atrata J.W. Moore
- Stellaria longifolia f. ciliolata (Kitag.) Y.C. Chu
- Stellaria longifolia var. eciliata (B.Boivin) B.Boivin
- Stellaria longifolia var. legitima Regel